# Clearway
Der Begriff Clearway (CWY), auch Freifläche, bezeichnet in der Luftfahrt eine sich an die Start- und Landebahn anschließende hindernisfreie Fläche, über der ein Flugzeug die initiale Steigflugphase direkt nach dem Abheben vollführen kann. Ihre Tragfähigkeit muss nicht der einer Start- und Landebahn entsprechen, wodurch sie auch aus einer an die Piste angrenzenden Wiesen- oder gar Wasserfläche bestehen kann.
Die verfügbare Startstrecke (TODA) für ein Flugzeug addiert sich aus der verfügbaren Startrollstrecke (TORA) der jeweiligen Startrichtung und der Länge der Freifläche (CWY):
{\displaystyle \mathrm {TODA=TORA+CWY} }

## Empfehlungen für die Ausgestaltung
Die Freifläche muss sich an das Ende der Startrollstrecke anschließen und darf die halbe Länge der verfügbaren Startrollstrecke TORA nicht überschreiten. Sie sollte mindestens 150 m breit und muss hindernisfrei sein. Diese Empfehlungen werden von der Internationalen Zivilluftfahrtorganisation ICAO ausgesprochen.

## Bedeutung
Das Vorhandensein solcher Strecken ist auch von wirtschaftlicher Bedeutung, da sie das maximal zulässige Abfluggewicht eines Flugzeuges erhöhen, was die mögliche Nutzlast und Betankung beeinflusst.